# Усадьба купца А. В. Маркова
Усадьба купца А. В. Маркова — архитектурный ансамбль в историческом центре Нижнего Новгорода. Построена в 1905 году. Автор проекта неизвестен. Усадебный комплекс, занимающий одно из ключевых мест в сохранившейся исторической застройке старинной Ильинской улицы, относится к одним из лучших примеров купеческих жилых домов Нижнего Новгорода.
В ансамбль входят главный дом (Особняк А. В. Маркова), каретник, здание служб и каменные ворота. Весь исторический комплекс сегодня — объект культурного наследия Российской Федерации.

## История
Современный комплекс стоит на месте усадьбы, имевшей долгую историю. В первой половине XIX века на месте особняка Маркова стоят усадебный дом, зафиксированный на плане-съёмке от 1853 года. Границы первоначального владения, сложившиеся к середине XIX века, не изменялись до 1917 года. По линии улицы они составляли 34 м. Старый дом располагался по красной линии улицы Ильинской и северной стороной примыкал к границе владения. Судя по размерам, сооружение представляло собой небольшой дом в три окна по фасаду. К югу от него располагался небольшой двор, отделённый от улицы узкой хозяйственной постройкой, с противоположной стороны — корпусом служб, за которым находился сад.
В списке домов Нижнего Новгорода от 1900 года владение, под номером 18, значилось за Михаилом Ивановичем Сафоновым, к которому оно перешло по наследству 4 мая 1893 года. До этого оно принадлежало Екатерине Асафовне Сафоновой. На участке располагались: полукаменный двухэтажный дом, службы, сарай и два деревянных погреба. К Сафоновой оно перешло 16 марта 1887 года от И. М. Рогозильникова. Более ранних данных об усадьбе не обнаружено.
В начале XX века владение перешло к Арсению Васильевичу Маркову — последнему представителю известного нижегородского купеческого рода. Наиболее заметной фигурой рода был Василий Кузьмич Марков, крупный рыботорговец, владевший в низовьях Волги обширными рыбными промыслами и кондитерской фабрикой в Москве. К середине XIX века в его собственности находились: домовладения на Малой Покровской, Ильинской и Рождественской улицах, в Вознесенском переулке (Нижегородская улица), несколько торговых лавок в гостином дворе на Рождественской улице. Марковы были известными меценатами, строили сельские школы и больницы. А. В. Марков в 1905 году оборудовал в селе Желнино амбулаторию. В Нижнем Новгороде на средства Марковых было выстроено здание детского приюта нижегородского губернского земства, известного как «дом подкидышей». В 1914 году Марков пожертвовал Вознесенской церкви, стоявшей рядом с его домом, резной иконостас.
Исследователь В. В. Краснов установил, что датой постройки существующей усадьбы является 1905 год (автор проекта остаётся неизвестным). Дом-особняк был построен молодым купцом Марковым для своей молодой жены и двух дочерей. Строительные работы были полностью окончены в один сезон, но внутренние инженерные работы продолжались и в последующие годы, в том числе проведение водопровода, а в 1916 году — канализации. К этому же времени относится переделка интерьеров входной группы в стиле модерн и установка многочисленных дверных полотен на первом и втором этажах, а также металлического ограждения на открытой дворовой террасе с характерным для модерна узором.
В 1918 году особняк был экспроприирован советской властью и использовался, как общественное здание. В послевоенный период 1940—1950-х годов и до 1985 года в зданиях располагался туберкулёзный диспансер, что вызвало перепланировку здания и утрату внутренней декоративной отделки стен. С 1985 по 1987 год в здании особняка был проведён капитальный ремонт, его переоборудовали под студенческую поликлинику, которая располагалась здесь до 2006 года. Сегодня комплекс является учебным корпусом Нижегородского государственного архитектурно-строительного университета. В 2008—2009 годах была проведена масштабная реставрация усадьбы.

## Архитектура
Нижегородские историки архитектуры Ю. Н. Бубнов и О. В. Орельская называли датой постройки 1915 год и относили дом к периоду ретроспективизма 1910-х годов. Однако вновь выявленные документы опровергли эти сведения. Бубнов, в частности, писал, что здание напоминало флорентийские палаццо XVI века и было как бы выложено из крупных камней, при этом автор подчёркивал декоративность этого приёма: «камни» были выполнены из штукатурки и присыпаны гравием. Во внешней форме исследователь видел влияние модерна: асимметричность фасадов, растительные орнаменты в кованых ограждениях. Интерьер, по его мнению, был выполнен в стиле декоративного модерна. С мнением Бубнова соглашалась и историк и искусствовед О. В. Орельская, считавшая, что фасады особняка были выполнены в стиле ретроспективизма, а интерьеры — декоративном модерне.
- Палаццо Медичи-Риккарди
- Палаццо Питти
- Палаццо Строцци
- Палаццо Пацци

Особняк Маркова выделяется на фоне других построек Нижнего Новгорода начала XX века необычной архитектурой, вызывающей ассоциации с итальянскими (точнее — флорентийскими) палаццо периода Раннего Возрождения XV века. По мнению исследователя С. М. Шумилкина, архитектура здания отсылает к палаццо Пацци, Строцци, Питти или Медичи, которые отличает строгий характер архитектурного решения, сочетающий глубокую сплошную каменную рустовку с большими оконными проёмами и мощным завершающим карнизом. Тем не менее, представленные примеры палаццо отличал чрезмерный монументализм, в то время как особняк Маркова имел скромные размеры, хоть и сплошную, но неглубокую и мелкую по рисунку рустовку. От большинства купеческих домов XIX века его отличала проработанность и выдержанность в едином стиле всех фасадов. Основное внимание архитектора было уделено рисунку рустовки, которая была использована в нескольких вариантах: с включением барельефов растительного орнамента или маскаронов в виде львиных голов на парадном фасаде; в сочетании гладких и фактурных, с включением мелкой гальки и гравия, поверхностей на дворовых фасадах; простых гладких рустов на заднем фасаде. По стилистике М. С. Шумилкин относил здание к редкому направлению в русской архитектуре — ренессансной эклектике второй половины ХIХ — начала XX веков. В архитектуре отделки помещений явно прослеживались черты модерна, что так же говорило об общей эклектичности архитектуры здания. В нижегородской архитектуре подобное «флорентийское» архитектурное направление не было выявлено ни до, ни после, хотя некоторые архитектурные детали особняка позже воспроизводились в нескольких купеческих строениях.
- Особняк Маркова. Вид со двора
- Особняк Маркова
- Каретник
- Ворота

О. В. Орельская в 2018 году сравнивала особняк Маркова с постройкой основоположника модерна в России Ф. О. Шехтеля в Москве — особняком С. П. фон Дервиза, находя в обоих зданиях множество типологически схожих архитектурных приёмов как в оформлении фасадов, так и в пространственном решении и оформлении интерьеров. По мнению автора, на основе анализа можно предположить, что автором усадьбы Маркова являлся Шехтель. Исследователи творчества Шехтеля указывают, что дом Дервиза был построен в 1886 году по проекту архитектора Н. М. Вишневецкого. Шехтель лишь выполнил проекты внутренних интерьеров главного дома и дворовых строений.